# America's Cup 2003
America's Cup 2003 avgjordes på Haurakibukten utanför Auckland i Nya Zeeland. Försvarare av pokalen var Team New Zealand. För första på elva år deltog ett svenskt syndikat, "Victory Challenge", i utmaningstävlingen. Tävlingen seglades med IACC-båtarna.
Alinghi vann America's Cup 2003 mot Team New Zealand med 5-0 och är regerande försvarare under America's Cup 2007 i Valencia, Spanien.

## Deltagare

### Försvarare
- Team New Zealand (Royal New Zealand Yacht Squadron, Nya Zeeland)

### Utmanare
- Alinghi (Société Nautique de Genève, Schweiz)
- BMW Oracle Racing (Golden Gate Yacht Club, USA)
- GBR Challenge (Royal Ocean Racing Club, Storbritannien)
- Le Defi Areva (Union Nationale pour la Course au Large, Frankrike)
- Mascalzone Latino (Reale Yacht Club Savoia, Italien)
- OneWorld Challenge (Seattle Yacht Club, USA)
- Prada Cahllenge (Punta Ala Yacht Club, Italien)
- Stars and Stripes (New York Yacht Club, USA)
- Victory Challenge (Gamla Stans Yacht Sällskap, Sverige)

### Nedlagda projekt
- illbruck Challenge (Düsseldorfer Yacht Club, Tyskland)